# 梅德格县

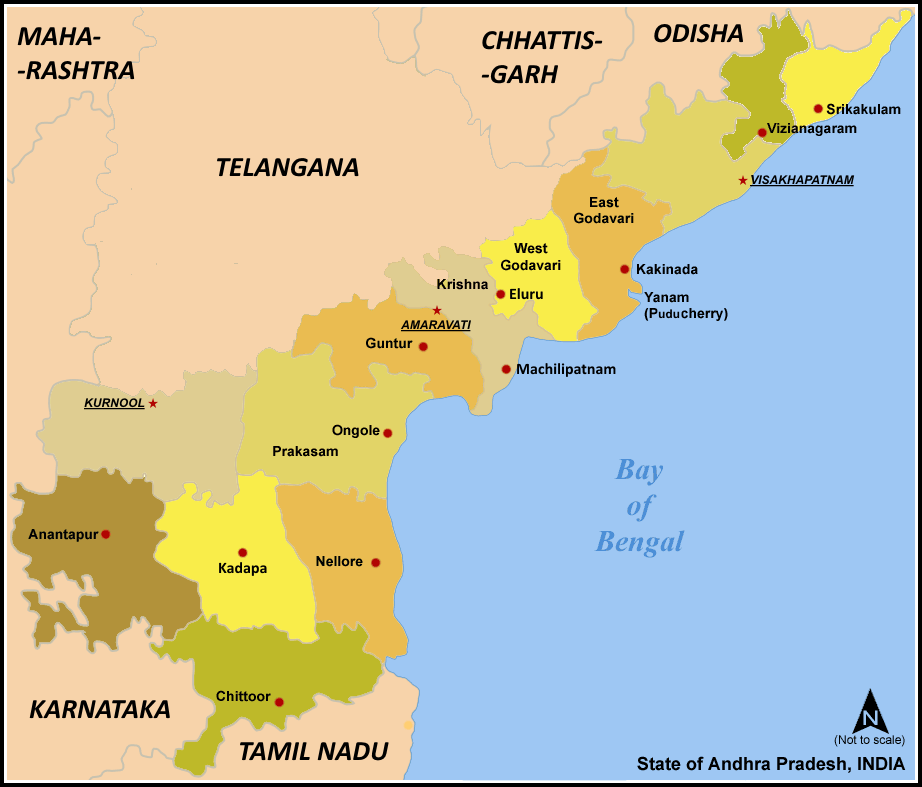
安得拉邦

梅德格县是印度特伦甘纳邦（原属安得拉邦）西北部的一个县。总人口2,670,097（2001），其中14.36%居住于市区。行政中心位于梅德格。平均海拔442米。

## 行政区划
梅达克县辖45个乡。